# Berliner Prachtkäfer
|                     |                       |
| Abb. 1: Aufsicht    | Abb. 2: Seitenansicht |
|                     |                       |
| Abb. 3: von vorn    | Abb. 4: Unterseite    |
|                     |                       |
| Abb. 5: Vorderbrust | Abb. 6: Larve         |

Der  Berliner Prachtkäfer (Dicerca berolinensis) wird auch Eckfleckiger Zahnflügel-Prachtkäfer genannt. Es ist ein Käfer aus der  Familie der Prachtkäfer und der Unterfamilie der Buprestinae.  Der seltene Käfer ist gebietsweise vom Aussterben bedroht oder wenigstens stark gefährdet. Er steht entsprechend unter Schutz und stellt eine Schirmart dar, denn mit dem Schutz der Biotope, in denen der Käfer vorkommt, werden gleichzeitig weitere seltene Tierarten geschützt. Der Berliner Prachtkäfer ist nicht leicht vom Großen Erlenprachtkäfer (Dicerca alni) zu unterscheiden.
Der wissenschaftliche Name der  Gattung Dicerca ist von altgr. δι dí „zwei“ und κέρκος kérkos „Schwanz“  abgeleitet und bezieht sich darauf, dass die schwanzartig verlängerten Enden der Flügeldecken der Arten mehr oder weniger auseinanderklaffen (Abb. 5). Der Artname berolinensis (lat.) wurde von Herbst 1779 für die Erstbeschreibung nach einem bei Berlin gefundenen Exemplar gewählt.  Der Namensteil „eckfleckig“ bezieht sich auf die Reihen rechteckiger Flecken, die durch die Struktur der Flügeldecken entstehen; der Namensteil „Zahnflügel“ spielt auf die gezähnten Spitzen der Deckflügel an.

## Merkmale des Käfers
Der 20 bis 24 Millimeter lange Körper zeigt die typische hinten zugespitzte umgekehrt kahnförmige Gestalt der Prachtkäfer. Er ist auf der Oberseite bronzefarben oder grünlich und mehr oder weniger dunkel metallisch glänzend, auf der Unterseite (Abb. 4) kupferrot gefärbt. Vor allem Kopf und Halsschild sind sehr grob und unregelmäßig, teilweise runzelig punktiert. Die Männchen zeichnen sich durch kräftige Fühler und einen großen Zahn auf der Innenseite der Mittelschiene vor der Mitte aus. Bei den Weibchen fehlt dieser Zahn und die Fühler sind dünner.
Die Mundwerkzeuge mit den kräftigen Oberkiefern zeigen schräg nach unten. Die Fühler sind innen stumpf gesägt. Sie sind voneinander entfernt vor den Augen in deutlichen Fühlerhöhlen eingelenkt.
Die Seiten des Halsschildes sind größtenteils leicht nach außen, nahe der Basis wenig nach innen gekrümmt, der Vorderrand ist schmaler als die Basis. In der Mitte des Hinterrandes liegen fast zusammenfließend zwei punktförmige Grübchen. Die Mittelfurche des Halsschildes ist beim Berliner Prachtkäfer meist weniger deutlich ausgebildet als beim Großen Erlenprachtkäfer.
Die  Flügeldecken tragen deutliche, in Längsstreifen angeordnete, leicht erhöht liegende glatte Rechteckflächen, die etwas dunkler gefärbt sind (Name). Unabhängig von der Streifung sind sie unregelmäßig dicht punktiert. Nur im direkten Vergleich kann man die Punktur von Dicerca berolinensis und Dicerca alni auseinanderhalten. Bei Dicerca alni ist die Punktierung eher in Streifen geordnet als bei Dicerca berolinensis. Beim Berliner Prachtkäfer sind die Punkte nur nahe der Naht deutlich in Reihen geordnet, gegen den Rand hin sind sie aufgelöst. Außerdem ist die Punktur bei Dicerca alni etwas gröber als bei Dicerca berolinensis. Die Flügeldecken sind hinten kurz schwanzförmig verlängert. Die Spitzen der Flügeldecken sind ausgerandet und  Außen- und Innenecke der Ausrandung sind deutlich zahnartig ausgezogen. Das Schildchen ist klein und rundlich, aber gut sichtbar.
Die Vorderbrust ist zwischen den Vorderhüften nach hinten erweitert (Prosternalfortsatz). Der Prosternalfortsatz ist in der Mitte deutlich vertieft und punktiert, sein Seitenrand glatt, glänzend und erhaben (Abb. 5). Die Tarsen sind fünfgliedrig, die Krallen ungezähnt.

## Biologie
Die Larven (Abb. 6) entwickeln sich in alten Rot- oder Hainbuchen in ursprünglichen Wäldern (Urwaldrelikt). Sie bohren nicht unter der Rinde, sondern tief im  Splintholz von Stamm und dickeren Ästen, besonders im Kronenbereich in urwüchsigen buchenreichen Laubwäldern oder Eichen-Hainbuchenwäldern. Das Holz muss trocken und sonnenbeschienen sein. Der hervorgerufene Schaden ist wegen der Seltenheit des Käfers gering.
Die Art zählt zu den Totholzbewohnern, sie entwickelt sich aber nur in stehendem und besonnten, im Absterben befindlichem, nicht in liegendem Holz. Die Entwicklung dauert in wärmeren Ländern zwei bis drei, in gemäßigten Zonen drei bis vier Jahre. Die stark wärmeliebenden Käfer schlüpfen erst ab einer Holztemperatur von 30 °C. Die Schlupflöcher sind linsenförmig mit einer Höhe von fünf bis sieben Millimeter und einer Breite von acht bis elf Millimeter.
Die Käfer erscheinen Ende Mai und man kann sie bis in den September antreffen. Im Hochsommer laufen sie in der Mittagshitze bedächtig an geschädigten Bäumen herum. Bei Störung lassen sie sich fallen. Sie fliegen nur ungern auf.

## Verbreitung
Die Art ist im südlichen Zentraleuropa in der Ebene und bis 1000 m hoch weit verbreitet. Das Verbreitungsareal erstreckt sich von Frankreich bis Westsibirien. Aus Deutschland liegen neuere Meldungen (ab 1950) aus Baden-Württemberg, Hessen, Rheinland-Pfalz, Bayern und Brandenburg vor. Im Berliner Stadtgebiet und den umliegenden Gebieten kommt der Käfer nicht mehr vor.